# Teatre Pérez Galdós
El Teatre Pérez Galdós és el principal teatre de Las Palmas de Gran Canaria, Illes Canàries, seu permanent del Festival de Ópera de Las Palmas de Gran Canaria Alfredo Kraus. Està situat al sud-est del barri de Triana. És un dels monuments més emblemàtics de la ciutat. L'any 2007 va culminar una reforma integral.